# Reformierte Kirche Muri

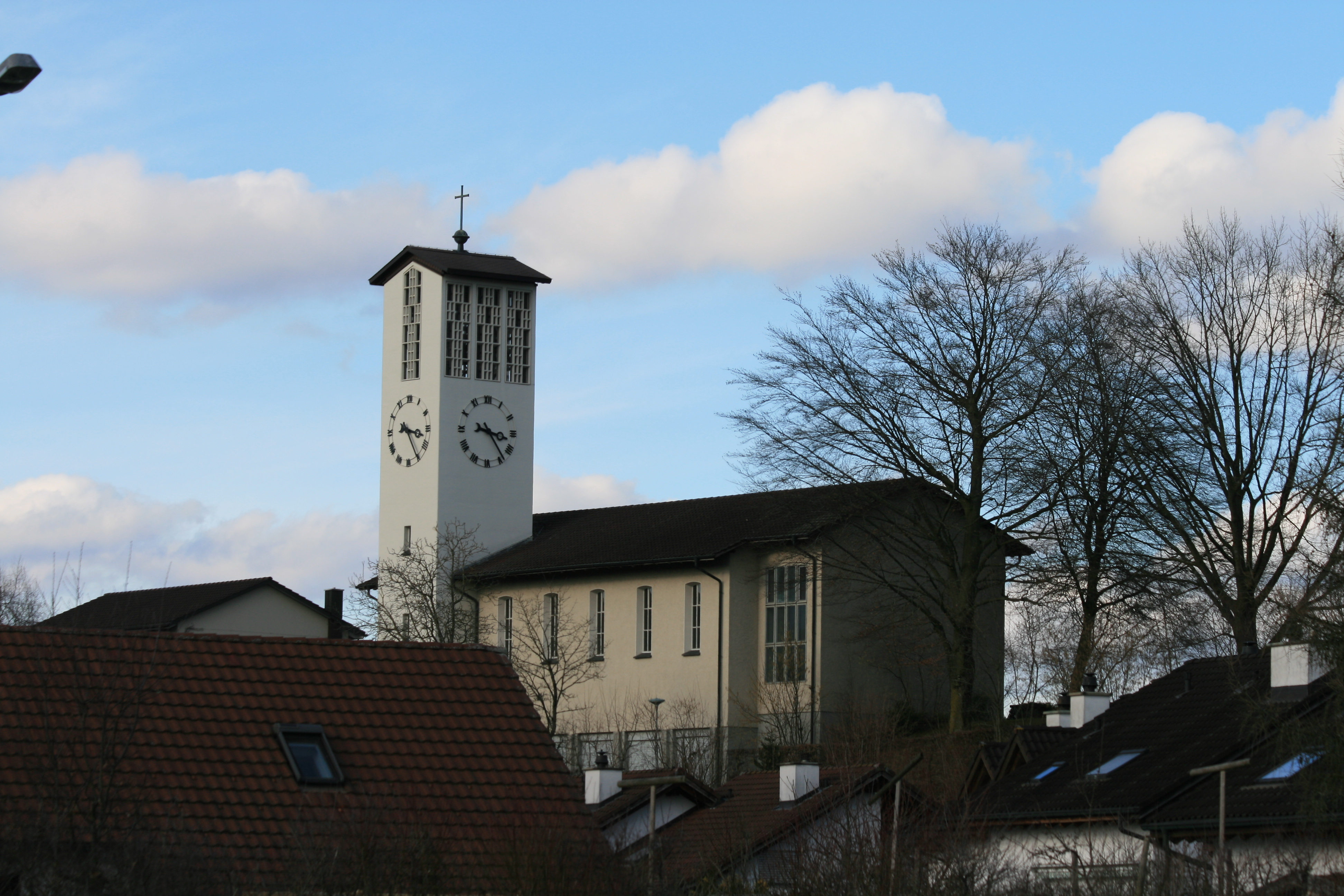
Reformierte Kirche Muri

Die reformierte Kirche Muri ist ein reformiertes Kirchengebäude in Muri im Schweizer Kanton Aargau. Sie wurde 1955 erbaut und gehört der reformierten Kirchgemeinde Muri. Zur Reformierten Kirchgemeinde Muri gehören die Reformierten aus den Gemeinden Abtwil, Aristau, Auw, Beinwil (Freiamt), Besenbüren, Boswil, Bünzen, Buttwil, Dietwil, Geltwil, Kallern, Merenschwand, Mühlau, Muri, Oberrüti und Sins. Im August 2010 hatte sie 4480 Mitglieder, was 12–15 % der Gesamtbevölkerung entspricht. Die Kirchgemeinde gehört zum Dekanat Lenzburg der Reformierten Landeskirche Aargau.

## Vorgeschichte
Bereits in der Reformationszeit gab es im Freiamt Reformierte. So traten 1529 neun Freiämter Gemeinden zur Reformation über, darunter Boswil und Bünzen. Nach der Niederlage der Zürcher gegen die Innerschweizer in der Schlacht bei Kappel und den Bedingungen des Friedensschlusses nach dem Zweiten Kappelerkrieg 1531, mussten diese wieder zum alten Glauben zurückkehren. In den nächsten dreihundert Jahren gab es keine Reformierten mehr im Freiamt. 
Mit der Industrialisierung im 19. Jahrhundert und der Aufhebung des Klosters Muri 1841, entstand eine kleine reformierte Diaspora, die zunächst zum Gottesdienst in den Kanton Zürich reisen musste. Der erste reformierte Gottesdienst fand im Jahre 1887 in der Pflegeanstalt Muri statt, die jedoch 1889 abbrannte. Im Jahre 1894 gründeten 150 Reformierte die «Reformierte Genossenschaft Muri und Umgebung», die mit den Jahren immer mehr Mitglieder bekam und 1938 ihren ersten eigenen Pfarrer wählen konnte. Bevor die Kirche 1955 gebaut wurde, feierte die Kirchgemeinde ihre Gottesdienste im Singsaal der Bezirksschule. Da diese Situation für die wachsende Gemeinde nicht zufriedenstellend war, wurde bereits seit Mitte der 1930er Jahre Geld in einem Kirchenbaufonds gesammelt. Im Jahr 1960 erhielt die Genossenschaft das Recht Kirchensteuern einzuziehen und seit 1961 ist sie als Kirchgemeinde organisiert.

## Bau der Kirche
Die Idee, eine eigene Kirche zu errichten, erhielt Auftrieb durch einen in Aussicht gestellten, geschenkten Bauplatz durch den Grossrat und Unternehmer Otto Wild. Der Kirchenbaufonds war so weit gefüllt, dass durch das Architekturbüro Dubach und Gloor aus Bern die Kirche in den Jahren 1954 und 1955 errichtet werden konnte. Die Einweihung fand am 2. Oktober 1955 statt. In den Jahren 1978/79 wurde die Kirche einer Aussenrenovation unterzogen und 1993 einer Innenrenovation.

## Beschreibung

### Chorraum
Im Chorraum findet sich eine im Jahre 1994 von der Luzerner Kunstmalerin Irma Ineichen-Meier gestaltete Chorraumwand, die die vier Elemente, die mit den Symbolen der vier Evangelisten verbunden sind, darstellt. Der Abendmahlstisch, das Lesepult und zwei Stühle stammen vom Murianer Architekten Benni Frey und wurden 1993 gestaltet. Die Taufschale von 2007 stammt vom Holzbildhauer Hansruedi Steiner aus Aarau.

### Orgel
Durch einen grossen Bazar wurde das Geld zum Kauf und Bau der Metzler-Orgel gesammelt, die im Jahre 1967 eingeweiht wurde. Sie hat einen Umfang von 14 Registern auf zwei Manualen und Pedal.

### Turm und Glocken
Der eher gedrungene, 22 Meter hohe Kirchturm ist mit einem flach geneigten Satteldach bedeckt, dessen Firstrichtung quer zu der des Kirchenraumes verläuft. In Höhe des Glockenstuhls sind die Schallöffnungen als Betonelementgitter gestaltet. Darunter befinden sich auf allen vier Seiten große Zifferblätter  der Turmuhr mit einem Durchmesser von 2,80 Metern.
Das fünfstimmige Glockengeläut wurde 1955 in der Glockengiesserei H. Rüetschi in Aarau gegossen. Die Glocken sind, außer der kleinsten, von verschiedener Seite gestiftet und jeweils einem Reformator gewidmet.
| Nr. | Widmung            | Gewicht | Schlagton | Inschrift |
| --- | ------------------ | ------- | --------- | --- |
| 1   | Martin Luther      | 1450 kg | es′       | «SETZT EURE HOFFNUNG GANZ AUF DIE GNADE (1. Petr. 1,13). – EIN FESTE BURG IST UNSER GOTT.»                                                                                   |
| 2   | Ulrich Zwingli     | 1000 kg | f′        | «SELIG SIND, DIE GOTTES WORT HÖREN UND BEWAHREN. (Luk. 11, 28). – WELCHES IST CHRISTI KILCH, DIE SEIN WORT HÖRT?»                                                            |
| 3   | Johannes Calvin    | 730 kg  | g′        | «EINER IST EUER MEISTER, CHRISTUS: IHR ABER SEID ALLE BRÜDER (Matth. 23,8). – SOLI DEO GLORIA.»                                                                              |
| 4   | Heinrich Bullinger | 420 kg  | b′        | «WACHET UND BETET, DASS IHR NICHT IN ANFECHTUNG FALLET (Matth. 26,41). – GOTT SEY UNSER HOUPTMANN UND BEWAHRE UNS VOR KRIEG.»                                                |
| 5   | –                  | 300 kg  | c″        | «TRACHTET AM ERSTEN NACH DEM REICH GOTTES UND SEINER GERECHTIGKEIT. (Matth. 6,33). – DEIN REICH KOMME. (Matth. 6,10). – ICH KOMME BALD; JA KOMM, HERR JESU (Offenb. 22,20).» |